# Valerie Faris
Valerie Faris (comtat de Los Angeles, Califòrnia, Estats Units, 20 d'octubre de 1958)
és una directora, productora, guionista i muntadora estatunidenca.

## Biografia
Als anys 1970 a l'Escola de Teatre, Cinema i Televisió de la UCLA, on va conèixer Jonathan Dayton, el seu futur marit. Junts han dirigit i produït pel·lícules, comercials, vídeos musicals i documentals.
Van obtenir sis MTV Video Music Awards en 1996 pel vídeo Tonight, Tonight, de The Smashing Pumpkins, i la categoria Millor Vídeo Alternatiu pel vídeo de 1979, també de The Smashing Pumpkins. Han dirigit videos per a bandes com Ringo Starr, R.I.M., The Ramones, Oasi, Xarxa Hot Chili Peppers, Korn i Beastie Boys.
El 1998 van fundar la companyia productora Bob Industries. A través d'ella han produït comercials per a companyies com HP, Volkswagen, Sony, GAP, Target, Ikea, ESPN i Apple Computer.
El 2006 van dirigir la pel·lícula Petita Miss Sunshine, estrenada en el Festival de Cinema de Sundance i que va obtenir quatre nominacions als Oscar, incloent la de millor pel·lícula. Finalment va guanyar l'Oscar al millor actor secundari per a Alan Arkin i l'Oscar al millor guió original per a Michael Arndt. També va aconseguir el Premi Independent Spirit Award al millor llargmetratge, i van obtenir el premi al millor director en el Festival de Tòquio, entre altres nombrosos premis i nominacions. La seva segona pel·lícula va ser Ruby Sparks, protagonitzada per Zoe Kazan i Paul Dano, en la qual també actuaven Antonio Banderas i Elliott Gould.

## Filmografia

### com a directora
- 1983: The Cutting Edge (sèrie TV)
- 1986: Belinda (vídeo)
- 1989: Paula Abdul: Straight Up (vídeo)
- 1989: Rhythm Nation 1814
- 1991: Captivated '92: The Video Collection (vídeo)
- 1991: Extreme: Photograffitti (vídeo)
- 1993: The Jim Rosa Circus Sideshow (vídeo)
- 1995: R.E.M.: Rough Cut (TV)
- 2005: The Check Up
- 2006: Petita Miss Sunshine (Little Miss Sunshine)
- 2012: Es diu Ruby (Ruby Sparks)
- 2017: Battle of the Sexes

### com a productora
- 1988: The Decline of Western Civilization Part II: The Metal Years
- 1989: Rhythm Nation 1814
- 1989: Paula Abdul: Straight Up (vídeo)
- 1990: Janet Jackson: The Rhythm Nation Compilation (vídeo)
- 1991: Captivated '92: The Video Collection (vídeo)
- 1993: Gift (vídeo)
- 1995: R.E.M.: Rough Cut (TV)

### com a guionista
- 1986: Belinda (vídeo)

### com a muntadora
- 1986: Belinda (vídeo)

## Premis
- 2007: David Lean Award als premis BAFTA per a Petita Miss Sunshine
- 2007: Cèsar a la millor pel·lícula estrangera per a Petita Miss Sunshine
- 2006: Oscar del millor guió original per a Petita Miss Sunshine
- 2006: BAFTA del millor guió original per a Petita Miss Sunshine